# Bruxelles-Ingooigem 1971
La Bruxelles-Ingooigem 1971, ventiquattresima edizione della corsa, si svolse il 16 giugno su un percorso con arrivo a Ingooigem. Fu vinta dal belga Noël Vanclooster della squadra Hertekamp-Magniflex davanti ai connazionali Roger Swerts e Eric Leman.

## Ordine d'arrivo (Top 10)
| Pos. | Corridore         | Squadra             | Tempo |
| ---- | ----------------- | ------------------- | ----- |
| 1    | Noël Vanclooster  | Hertekamp-Magniflex |       |
| 2    | Roger Swerts      | Molteni             |       |
| 3    | Eric Leman        | Flandria-Mars       |       |
| 4    | Walter Planckaert | Goldor              |       |
| 5    | Michel Coulon     | Watney-Avia         |       |
| 6    | Etienne Buysse    | Ruberg              |       |
| 7    | Paul Mahieu       | Watney-Avia         |       |
| 8    | Hubert Hutsebaut  | Goldor              |       |
| 9    | Georges Claes     | Mars-Flandria       |       |